# 突然変異説
突然変異説（とつぜんへんいせつ）とは、劇的な突然変異が進化の主原動力だとする進化論の学説の一つ。1901年にオオマツヨイグサの変異の観察からユーゴー・ド・フリースが提唱した。
19世紀にはすでに、観察される個体変異には量的な変異と質的な変異があることが広く知られていた。またこの時代には遺伝的変異と表現型の変異が明確に区別されていなかった。ド・フリースの研究発表の2年前にロシアの植物学者セルゲイ・コルジンスキーは『突然発生と進化』という論文を書いたことによって知られる。初期のメンデル遺伝学者は変異の不連続性を取り上げ、劇的な質的突然変異が進化の主要な原動力でありダーウィンの自然選択説は補助的な役割しか果たさないと見なした。この立場は進化の漸進性を強調するダーウィン主義者（ウォレス、ヴァイスマン、ポールトン）や、量的変異に注目していたイギリスの生物統計学者たち（ゴルトン、ピアソン、ウェルドン）との間に激しい対立を引き起こした。特に生物統計学派との論争は長く続いたが、ヘルマン・ニルソン＝エーレが1909年に遺伝子型と表現型の区別を提唱し、1910年代以降量的形質と断片的な突然変異の一貫性が集団遺伝学者によって示され、その後進化の総合学説に統合された。

## 主要な支持者
- ユーゴー・ド・フリース
- ウィリアム・ベイトソン
- トーマス・ハント・モーガン
- レジナルド・パネット
- ウィルヘルム・ヨハンセン